# Чешка на Светском првенству у атлетици на отвореном 2023.
Чешка је на 19. Светском првенству у атлетици на отвореном 2023. одржаном у Будимпешти од 19. до 27. августа учествовала шеснаести пут, односно, учествовала је под данашњим именом на свим првенствима од 1993. до данас. Репрезентацију Чешке представљало је 21 такмичар (9 мушкараца и 12 жена) у 18 дисциплина (8 мушких, 9 женских и 1 мешовита).,
На овом првенству Чешка је по броју освојених медаља делила 37. место са 2 освојене бронзан медаље. . У табели успешности према броју и пласману такмичара који су учествовали у финалним такмичењима (првих 8 такмичара) Чешка је са 3 учесника у финалу делила 28. месту са 14 бодова.
| Плас. | Земља | 1. место | 2. место | 3. место | 4. место | 5. место | 6. место | 7. место | 8. место | Бр. финал. | Бод. |
| ----- | ----- | -------- | -------- | -------- | -------- | -------- | -------- | -------- | -------- | ---------- | ---- |
| =28.  | Чешка | 0        | 0        | 2        | 0        | 0        | 0        | 1        | 0        | 3          | 14   |

## Учесници
| Мушкарци: - Ондреј Мацик — 200 м - Матеј Крчек — 400 м, 4х400 м, 4х400 м (м+ж) - Вит Милер — 400 м препоне - Павел Маслак — 4х400 м, 4х400 м - Патрик Шорм — 4х400 м, 4х400 м (м+ж) - Радек Јушка — Скок удаљ - Томаш Станек — Бацање кугле - Патрик Хајек — Бацање кладива - Јакуб Вадлејх — Бацање копља | Жене: - Лада Вондрова — 400 м, 4х400 м (м+ж) - Тереза Петржилкова — 400 м, 4х400 м (м+ж) - Кристина Маки — 1.500 м - Моира Стевартова — Маратон - Николета Јихова — 400 м препоне - Елишка Мартинкова — Ходање 20 км - Тереза Дурдијакова — Ходање 35 км - Михаела Груба — Скок увис - Амалије Швабикова — Скок мотком - Никол Табачкова — Бацање копља - Никола Огродникова — Бацање копља - Ирена Гиларова — Бацање копља |  |

## Резултати

### Мушкарци
| Атлетичар                                      | Дисциплина     | Лични рекорд | Квалификације  | Квалификације | Полуфинале            | Полуфинале            | Финале                | Финале       | Детаљи |
| Атлетичар                                      | Дисциплина     | Лични рекорд | Резултат       | Место         | Резултат              | Место                 | Резултат              | Место        | Детаљи |
| ---------------------------------------------- | -------------- | ------------ | -------------- | ------------- | --------------------- | --------------------- | --------------------- | ------------ | ------ |
| Ондреј Мацик                                   | 200 м          | 20,39 НР     | 20,40(.393) КВ | 3. у гр. 2    | 20,71                 | 8. у гр. 1            | Није се квалификовао  | 22 / 54 (57) |        |
| Матеј Крчек                                    | 400 м          | 45,55        | 45,99          | 65. у гр. 6   | Нису се квалификовали | Нису се квалификовали | Нису се квалификовали | 36 / 41 (45) |        |
| Вит Милер                                      | 400 м препоне  | 48,96        | 49,37          | 7. у гр. 4    | Нису се квалификовали | Нису се квалификовали | Нису се квалификовали | 24 / 41 (42) |        |
| Матеј Крчек Павел Маслак Вит Милер Патрик Шорм | 4 х 400 м      | 3:01,63 НР   | 3:00,99 НР     | 6. у гр. 2    |                       |                       | Нису се квалификовали | 12 / 17      |        |
| Радек Јушка                                    | Скок удаљ      | 8,31         | 8,10 кв        | 4. у гр. А    |                       |                       | 7,98                  | 7 / 37 (39)  |        |
| Томаш Станек                                   | Бацање кугле   | 22,17        | 20,41          | 8. у гр. Б    | Нису се квалификовали | 16 / 35 (37)          |                       |              |        |
| Патрик Хајек                                   | Бацање кладива | 76,42        | 68,77          | 15. у гр. А   | Нису се квалификовали | 32 / 33 (35)          |                       |              |        |
| Јакуб Вадлејх                                  | Бацање копља   | 90,88        | 83,50 КВ       | 2. у гр. Б    | 86,67                 |                       |                       |              |        |

### Жене
| Атлетичарка        | Дисциплина    | Лични рекорд | Квалификације  | Квалификације | Полуфинале            | Полуфинале            | Финале                | Финале       | Детаљи |
| Атлетичарка        | Дисциплина    | Лични рекорд | Резултат       | Место         | Резултат              | Место                 | Резултат              | Место        | Детаљи |
| ------------------ | ------------- | ------------ | -------------- | ------------- | --------------------- | --------------------- | --------------------- | ------------ | ------ |
| Лада Вондрова      | 400 м         | 51,13        | 50,92 кв, ЛР   | 4. у гр. 6    | 51,50(.498)           | 7. у гр. 1            | Нису се квалификовале | 19 / 48      |        |
| Тереза Петржилкова | 400 м         | 51,25        | 51,30 КВ       | 3. у гр. 5    | 51,94                 | 8. у гр. 3            | Нису се квалификовале | 23 / 48      |        |
| Кристина Маки      | 1.500 м       | 4:01,23      | 4:06,90        | 9. у гр. 3    | Није се квалификовала | Није се квалификовала | Није се квалификовала | 38 / 55 (56) |        |
| Моира Стевартова   | Маратон       | 2:29:28      |                |               |                       |                       | 2:34:02               | 26 / 65 (78) |        |
| Николета Јихова    | 400 м препоне | 54,88        | 55,10 КВ       | 4. у гр. 5    | 55,01                 | 6. у гр. 2            | Није се квалификовала | 17 / 38 (42) |        |
| Елишка Мартинкова  | 20 км ходање  | 1:30:53      |                |               |                       |                       | 1:34:02               | 27 / 40 (48) |        |
| Тереза Дурдијакова | 35 км ходање  | 2:51:50 НР   | 2:49:06 НР, ЛР | 10 / 36 (47)  |                       |                       |                       |              |        |
| Михаела Груба      | Скок увис     | 1,95         | 1,85           | 11. у гр. Б   |                       |                       | Није се квалификовала | 20 / 34 (35) |        |
| Амалије Швабикова  | Скок мотком   | 4,72         | 4,65 КВ        | 5. у гр. А    | 4,50                  | 11 / 32 (37)          |                       |              |        |
| Никол Табачкова    | Бацање копља  | 59,06        | 55,45          | 4. у гр. Б    | Нису се квалификовале | 24 / 34 (36)          |                       |              |        |
| Никола Огродникова | Бацање копља  | 67,40        | 54,59          | 17. у гр. А   | Нису се квалификовале | 28 / 34 (36)          |                       |              |        |
| Ирена Гиларова     | Бацање копља  | 61,32        | 54,15          | 14. у гр. Б   | Нису се квалификовале | 32 / 34 (36)          |                       |              |        |

### Мешовито
| Атлетичари                                                               | Дисциплина | Лични рекорд | Квалификације | Квалификације | Полуфинале | Полуфинале | Финале     | Финале | Детаљи |
| Атлетичари                                                               | Дисциплина | Лични рекорд | Резултат      | Место         | Резултат   | Место      | Резултат   | Место  | Детаљи |
| ------------------------------------------------------------------------ | ---------- | ------------ | ------------- | ------------- | ---------- | ---------- | ---------- | ------ | ------ |
| Матеј Крчек (м) Тереза Петржилкова (ж) Патрик Шорм (м) Лада Вондрова (ж) | 4 х 400 м  | 3:12,34 НР   | 3:12,52 КВ    | 3. у гр. 2    |            |            | 3:11,98 НР |        |        |